# Sumpf-Storchschnabel
Der Sumpf-Storchschnabel (Geranium palustre) ist eine Pflanzenart aus der  Familie der Storchschnabelgewächse (Geraniaceae). 

## Beschreibung

### Vegetative Merkmale
Der Sumpf-Storchschnabel ist eine mehrjährige, krautige Pflanze, die 30 bis 80 Zentimeter hoch wird. Er besitzt ein dickes, schief absteigendes Rhizom mit nur wenigen, rasch vertrocknenden Rosettenblättern. Der Stängel ist mehrfach gabelig verzweigt und von rückwärts gerichteten Haaren zottig und später verkahlend. Die Knoten sind deutlich verdickt; die Internodien sind bis über 20 Zentimeter lang. Die Rosettenblätter und die untersten Stängelblätter sind etwa bis 25 Zentimeter lang gestielt. Ihre Blattspreite ist 10 bis 12 Zentimeter breit und in etwa sieben deltaförmige Lappen geteilt. Sie ist beiderseits behaart. Die Blattlappen sind bis etwa zur Mitte grob und unregelmäßig gezähnt bis fiederspaltig mit eiförmigen, kurz zugespitzten Zähnen. Die Stängelblätter sind gegenständig und nehmen nach oben an Größe, Stiellänge und Zerteilung allmählich ab. Die unteren Stängelblätter sind fünf- bis siebenlappig, die oebern haben oft nur 3 Lappenmit jederseits 1 bis 3 Zähnen. Die Nebenblätter sind trockenhäutig, kahl und rotbraun.

### Generative Merkmale
Der Sumpf-Stochschnabel blüht von Juni bis September mit etwa drei Zentimeter großen, purpurroten Blüten, die je fünf Kelch- und Kronblätter sowie zehn Staubblätter aufweisen. Die Blütenstandsachsen sind etwa 5 bis 10 Zentimeter lang. Die Blütenstiele sind 2 bis 6 Zentimeter lang, dünn und zuerst nickend, dann aufrecht spreizend und beim Verblühen herabgeschlagen. Die Kelchblätter sind eiförmig und tragen 5 bis 7 stark vervortretende Nerven. Sie sind kurz behaart mit weißem oder rötlichem Hautrand. Sie sind zur Fruchtzeit 9 Millimeter lang und haben an der Spitze eine 2 bis 3 Millimeter lange Granne. Die Kronblätter sind violett-karminrot, verkehrt eiförmig, etwa 15 Millimeter lang und allmählich in den kurzen Nagel verschmälert. Sie sind dunkler geadert. Die Staubfäden sind etwa so lang wie der Kelch und rosa. Die Narben sind etwa 3 Millimeter lang und lila. Die Frucht hat die typische storchschnabelartige Gestalt. 

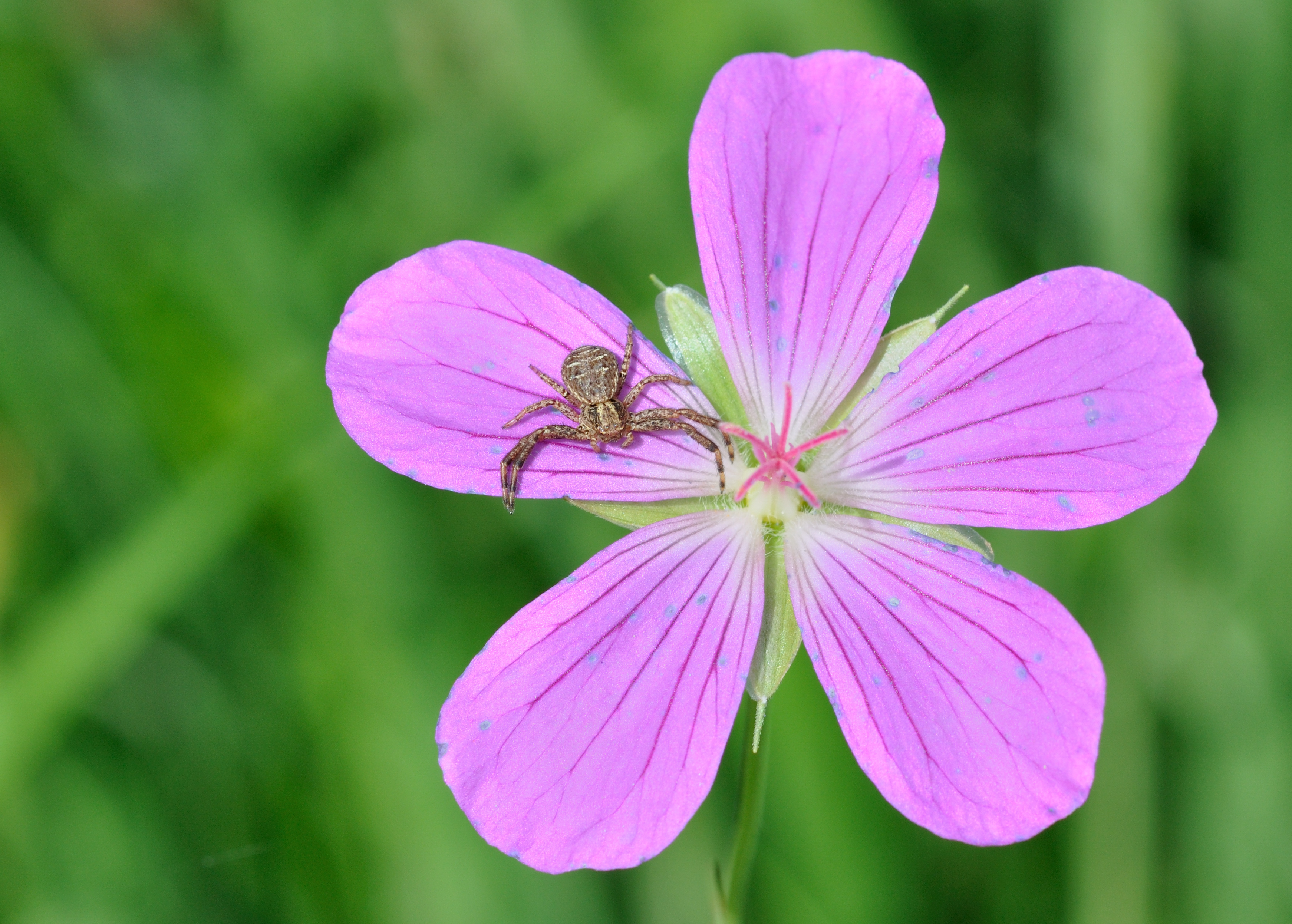
Blüte mit Krabbenspinne (Xysticus sp.)

Die Chromosomenzahl beträgt 2n = 28.

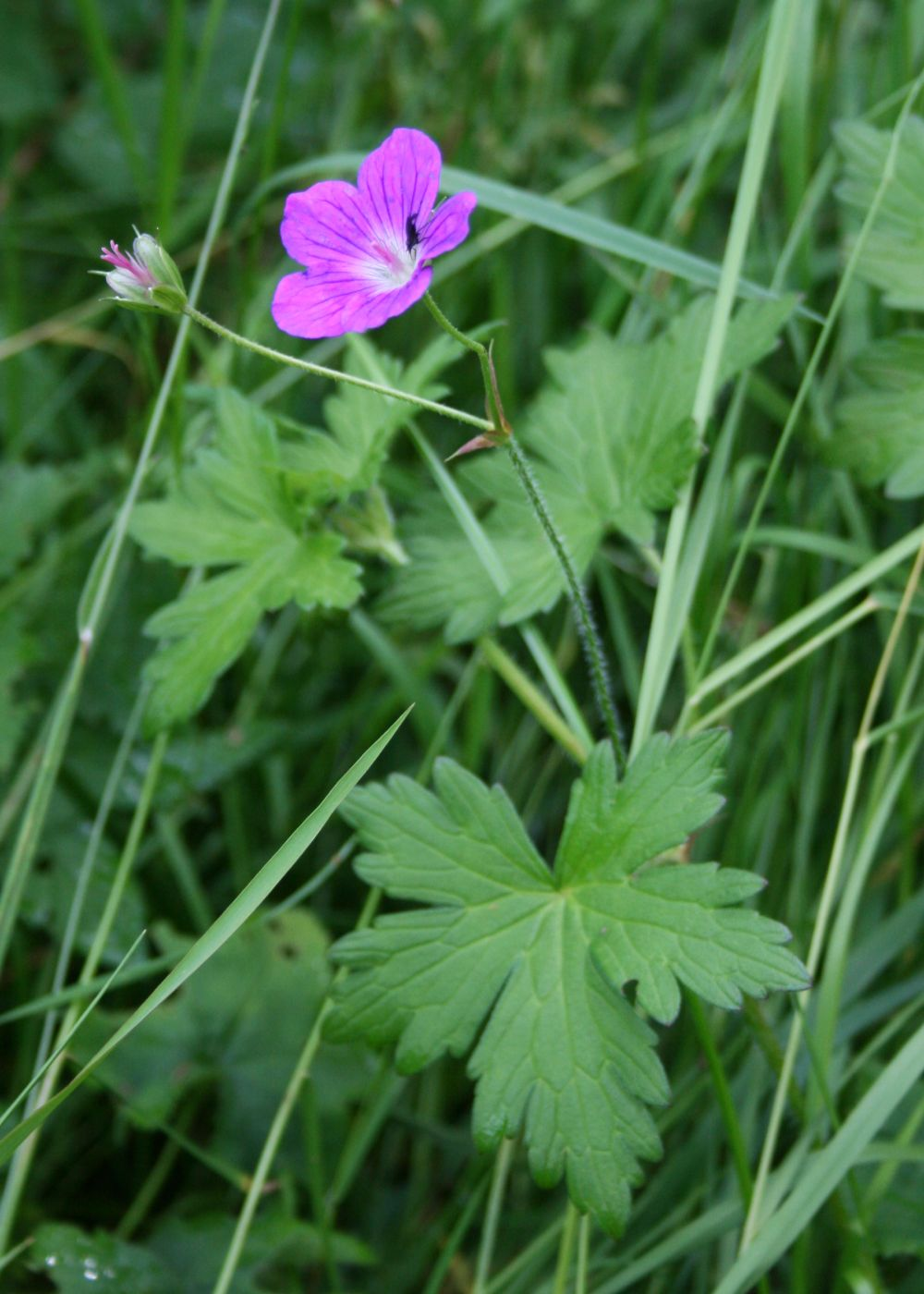
Sumpf-Storchschnabel (Geranium palustre)

## Verbreitung
Er ist heimisch in Mittel- und Osteuropa. Im östlichen Deutschland kommt die Art recht häufig vor, während im Süden und Westen nur zerstreute und im nordwestlichen Tiefland gar keine Nachweise vorliegen. Als Sumpfpflanze ist der Sumpf-Storchschnabel in Ufer- und Hochstaudenfluren an Gräben, Bächen und Teichen sowie auf feuchten bis nassen Wiesen zu finden. Er ist in Mitteleuropa eine Charakterart des Filipendulo-Geranietum palustris aus dem Filipendulion-Verband, kommt aber auch in Gesellschaften des Verbands Aegopodion vor. In den Allgäuer Alpen steigt er bis zu einer Höhenlage von 1000 Metern auf. Im Oberinntal steigt die Art bis gegen 1400 Meter, im Etschgebiet in Tirol bis 1350 Meter Meereshöhe auf.
Die ökologischen Zeigerwerte nach Landolt et al. 2010 sind in der Schweiz: Feuchtezahl F = 4w+ (sehr feucht aber stark wechselnd), Lichtzahl L = 3 (halbschattig), Reaktionszahl R = 4 (neutral bis basisch), Temperaturzahl T = 4 (kollin), Nährstoffzahl N = 4 (nährstoffreich), Kontinentalitätszahl K = 2 (subozeanisch).

## Ökologie
Beim Verblühen biegen sich alle 10 Staubblätter nach außen, sodass spontane Selbstbestäubung ausgeschlossen wird. Es gibt viele Bestäuber, besonders aber Bienenverwandte und Schwebfliegen. Seltener wurden auch Schmetterlinge als Besucher beobachtet.
Der Sumpf-Storchschnabel ist ein Spreizklimmer, der sich mit seinen schlaffen, sparrig verzweigten Stängeln zwischen anderen hohen Pflanzen abstützt. Er ist dabei nicht nur in den Stängeln und Blattgrundgelenken beweglich, sondern kann auch mit gekrümmten Blattstielen klimmen.
Die Fruchtreife ist ab August. Die Fruchtklappen krümmen sich aufwärts und schleudern die glatten Samen fort. Die größte Streuweite der Samen 2,5 m.

## Verwendung in der Pflanzenheilkunde
Der „Wurzelstock“ enthält bis zu 44 % Gerbstoffe und wird in der Volksmedizin gegen Durchfall, Nasenbluten und Magenkatarrh verwendet.